# Carmen Matute
Carmen Margarita Matute Monzón (Guatemala, 1944) es una poetisa guatemalteca, Premio Nacional de Literatura Miguel Ángel Asturias 2015. Ha publicado libros de poesía y narrativa. Es miembro de la Academia Guatemalteca de la Lengua y de la Real Academia Española. También fue subdirectora de la Asociación de Mujeres Periodistas y Escritoras de Guatemala (AMPEG).

## Trayectoria
En 1974 licenció en la carrera de Lengua y Literatura Hispanoamericana en la Universidad de San Carlos de Guatemala. Sus obras se han traducido al inglés, italiano, sueco y francés. Participó como poeta y autora en países como Israel, El Salvador, Nicaragua y Estados Unidos.
Perteneció al Grupo Editorial RIN-78, un grupo fundado en el año de 1978 por estudiantes universitarios, en su mayoría, de la Universidad Rafael Landívar. El grupo publicó autores guatemaltecos, entre ellos a Luz Méndez de la Vega, Dante Liano, Ana María Rodas y Franz Galich. Durante su existencia, el grupo creó colecciones literarias, entre ellas Colección Literatura, Colección Rescate, Colección Texto y Colección Ensayo. En 1990 el grupo fundó la Editorial Palo de Hormigo junto al escritor Juan Fernando Cifuentes (1936-2006), exdirector de la Tipografía Nacional de Guatemala.
Carmen Matute trabajó en la sección cultural de la Embajada de los Estados Unidos como especialista en asuntos culturales y escribió artículos que abordaban temas de cine, arte y cultura; han sido publicados en los periódicos nacionales El Imparcial, El Gráfico, Siglo XXI y La Hora.

## Obra

### Poesía
- Memoria intemporal del fuego (Editorial Cultura, 2013) es una colección de sus obras por la editorial del Ministerio de Cultura y Deportes de Guatemala
- El cristo del secuestro (coautoría con Elizabeth Andrade, 2006)
- Vida Insobornable (Editorial Palo de Hormigo, 2004)
- En el filo del gozo (Editorial Palo de Hormigo, 2002)
- Abalorios y Espejismos (Antología) (Editorial Artemis y Edinter, 1997)
- Los designios de Eros (Editorial Van Color, Guatemala, 1994)
- Ecos de casa vacía (Grupo RIN 78, 1990)
- Poeta solo (1986)
- Círculo vulnerable (1981)

### Narrativa
- Casa de piedra y sueño (Editorial Cultura, Ministerio de Cultura y Deportes, 1997)

### Cuento
- Muñeca mala (2008)

## Reconocimientos
- 1996 - Dedicatoria del Certamen de Literatura Joven de Quetzaltenango
- 1997 - Beca escritora residente durante un mes, Fundación Yaddo, Saratoga Springs en Nueva York
- 2001 a 2006 - Miembro del Jurado del concurso a nivel nacional para premiar la Excelencia Periodística, patrocinado por UNICEF
- 2001 - Plaqueta de reconocimiento otorgada por el Grupo de Arte Integrado
- 2005 - Plaqueta de reconocimiento otogada por la Asociación Fulbright de Ex Becarios de Guatemala
- 2006 - Medalla de la Orden Vicenta Laparra de la Cerda
- 2006 - Premio único en la rama de cuento de los Juegos Florales Hispanoamericanos Quetzaltenango
- 2015 - Premio Nacional de Literatura Miguel Ángel Asturias[6]